# 以色列国家植物园

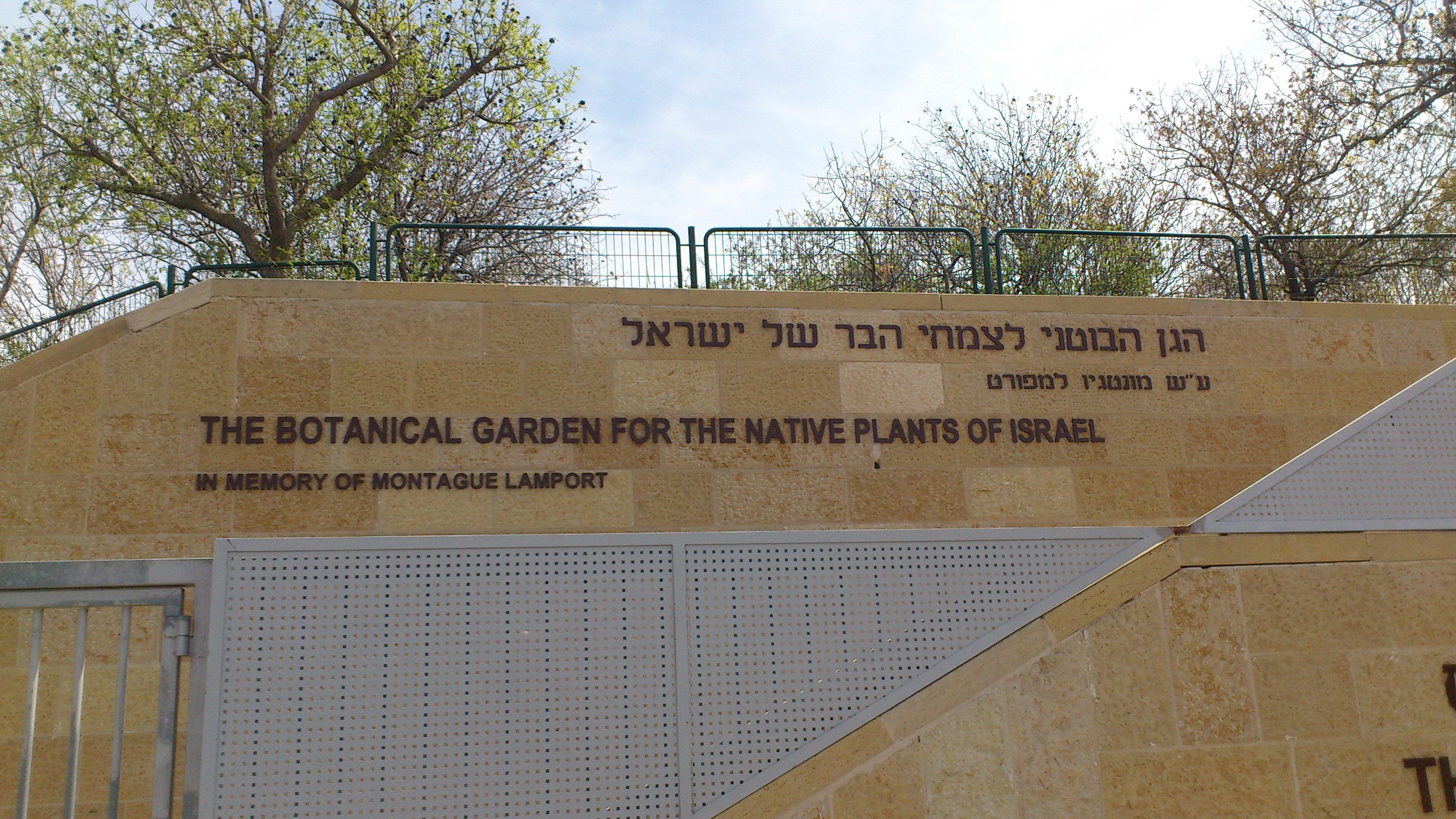
入口

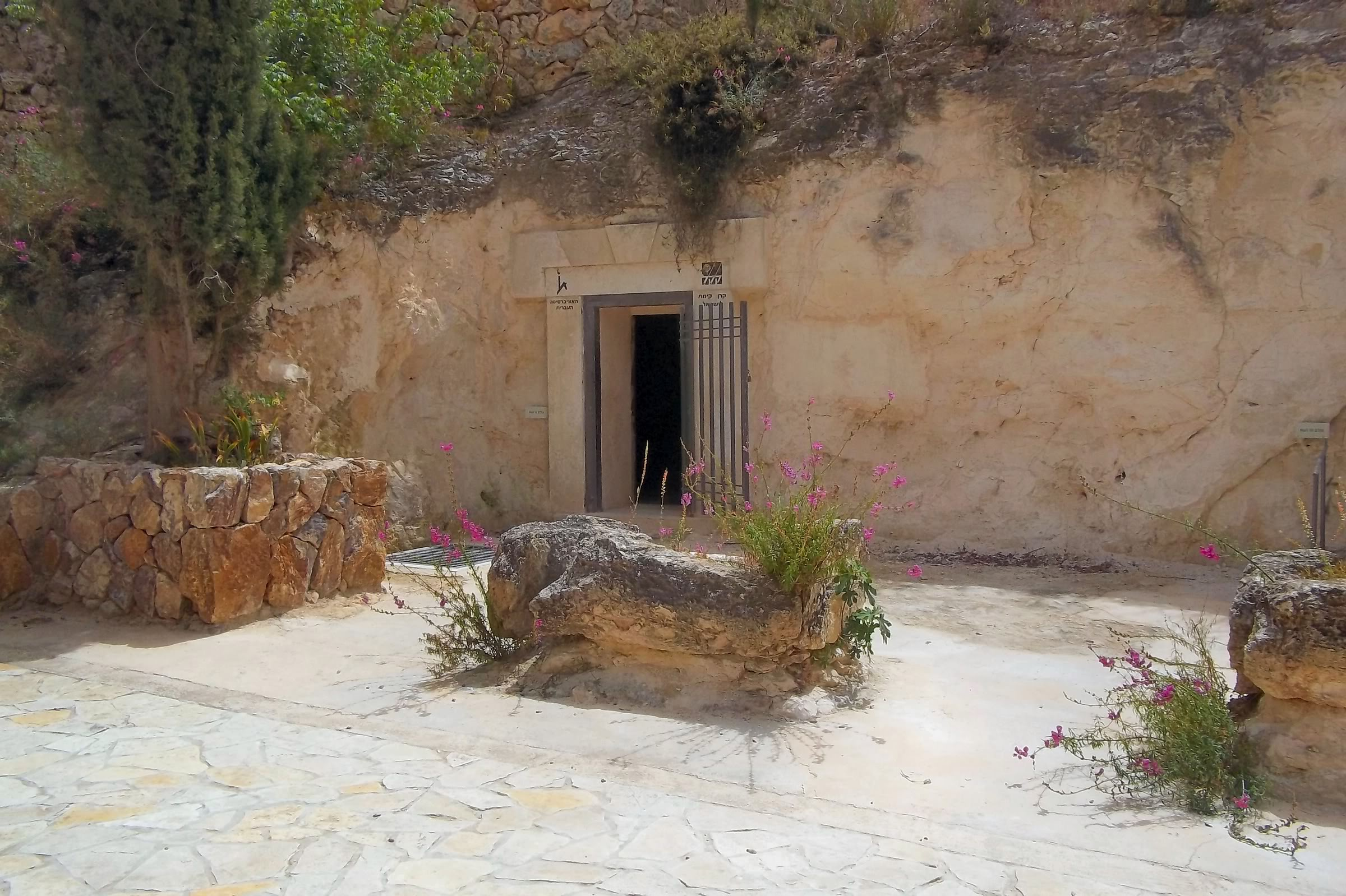
对万神殿的入口

31°47′37.06″N 35°14′39.11″E / 31.7936278°N 35.2441972°E
以色列国家植物园（英語：National Botanic Garden of Israel / The Botanical Garden for the Native Plants of Israel in memory of Montague Lamport；希伯來語：‎）是位于以色列耶路撒冷斯科普斯山的植物园。該园是特別為以色列的植物而設。

## 尼卡诺洞穴和以色列国家先贤祠
尼卡诺洞穴位於該園南部，是第二圣殿时期的一个古老埋葬洞，发现于1902年。洞內的一个标记標示該處是尼卡诺的坟墓，他是为耶路撒冷第一聖殿建造大门的人。